# Руно (деревня)
Руно — опустевшая деревня в Пеновском районе Тверской области.

## География
Находится в западной части Тверской области на расстоянии приблизительно 23 км на север-северо-запад по прямой от районного центра поселка Пено на правом берегу речки Руна.

## История
Деревня была показана на карте Менде (состояние местности на 1848 год). В 1859 году здесь было учтено 11 дворов, в 1939 — 32. До 2020 года входила в Чайкинское сельское поселение (Тверская область) Пеновского района до их упразднения.

## Население
Численность населения: 78 человек (1859 год), 0 как в 2002 году, так и в 2010.